# Litotes minuta
Litotes minuta är en rundmaskart som beskrevs av Nathan Augustus Cobb 1920. Litotes minuta ingår i släktet Litotes och familjen Monhysteridae. Inga underarter finns listade i Catalogue of Life.